# Hannes Ostendorf

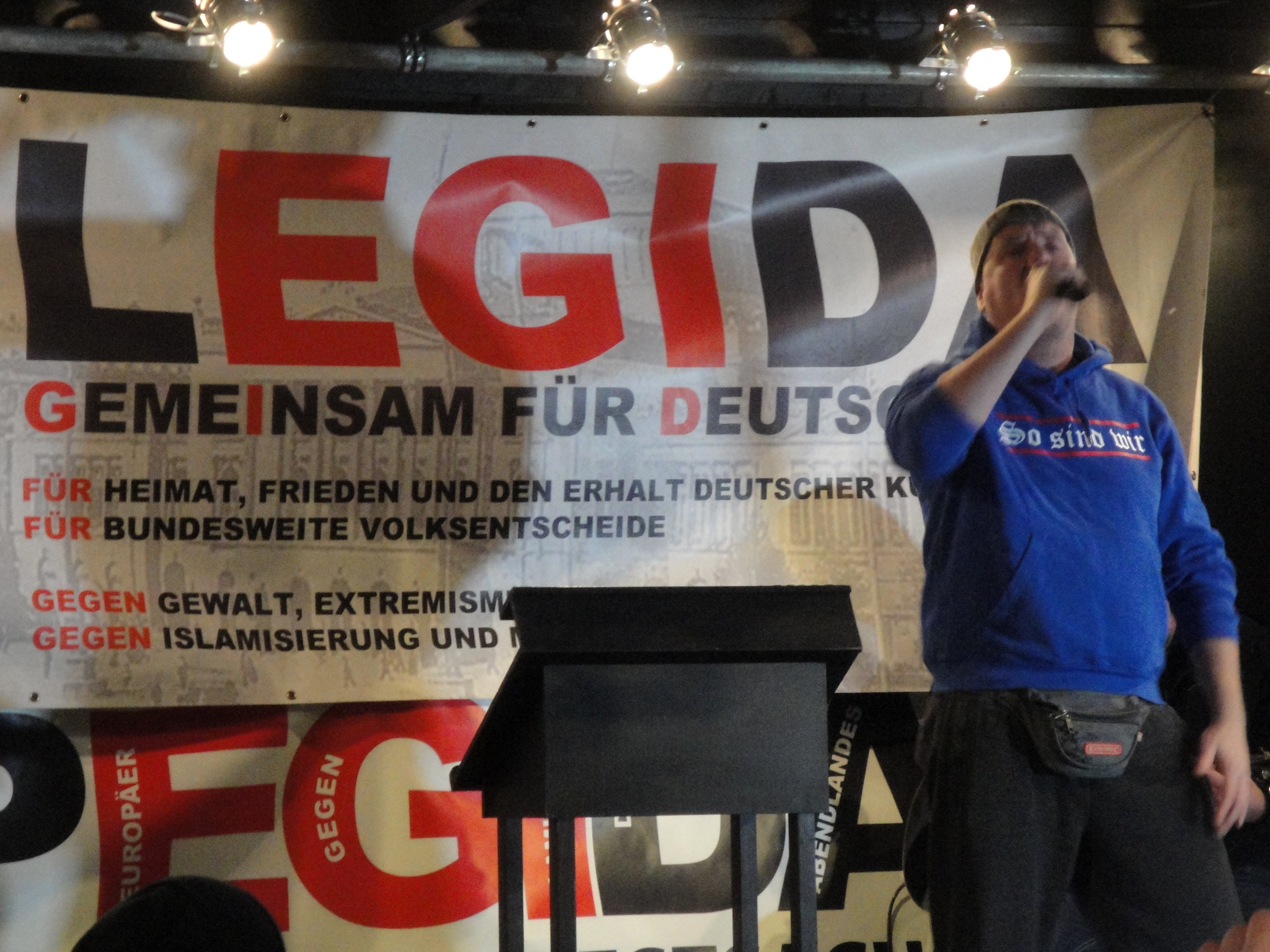
Auftritt von Hannes Ostendorf auf einer LEGIDA-Kundgebung im Januar 2017

Hannes Ostendorf ist ein deutscher Musiker. Er ist der Frontmann der rechtsextremen Hooligan-Band Kategorie C.

## Musikalisches Engagement
Nach Angaben der Band ursprünglich als musikalisches Hobbyprojekt anlässlich der in Frankreich stattfindenden Fußball-Weltmeisterschaft 1998 gegründet, veröffentlichte die Band mittlerweile über fünf Alben. Hannes Ostendorf ist Gründungsmitglied der Band. Zeitweise sang er für die Band Nahkampf. Diese Band ist eng verbunden mit dem 2000 verbotenen Neonazi-Netzwerk Blood & Honour. Eines ihrer Lieder ist auf dem CD-Sampler zu finden, den die NPD 2005 auf Schulhöfen verteilt hatte. Streitigkeiten innerhalb der Kategorie C führten zur Spaltung der Band. Rainer Friedrichs gründete zusammen mit anderen Musikern die Band VollKontaCt, während Sänger Hannes Ostendorf unter dem Namen Kategorie C – Hungrige Wölfe ebenfalls weiter Musik machte. Ostendorf holte sich Unterstützung aus einer anderen Band aus dem Hooligan Spektrum.

## Politisches Engagement

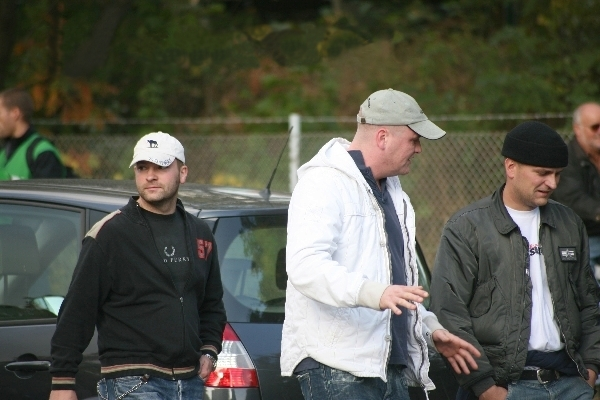
Hannes Ostendorf im Jahr 2006

Ostendorf und der später dazu gekommene Schlagzeuger „Illey“ sind Mitglieder der rechtsextremen Hooligan-Gruppe Standarte Bremen.
Hannes Ostendorf und seine Band Kategorie C waren einer der wesentlichen Gründungs-Aktiven der sogenannten Hooligans gegen Salafisten (HoGeSa)-Bewegung. Hannes Ostendorf hatte extra für die Demonstration in Köln ein neues Lied mit dem Motto „Hooligans gegen Salafisten“ gedichtet.
Nach Einschätzung der Autorin Andrea Röpke ist Ostendorf „keineswegs so unpolitisch, wie er sich gerne gibt“. 2006 gab er ein Solidaritäts-Konzert für den inhaftierten Sänger der kriminellen Band Landser in Berlin. In Köln war die Bremer Band die einzige auf der Bühne. Anscheinend spielte nicht nur Hannes, sondern wohl auch sein Bruder Hendrik im Vorfeld der HoGeSa-Demo eine wichtige Rolle."
2014 beim Nordderby zwischen dem HSV und SV Werder Bremen an der Weser hatten mehr als 100 Nazi-Hooligans ein Ausflugsschiff gechartert und fuhren damit Weseraufwärts zum Stadion. Die größtenteils mit Sturmhauben vermummte Gruppe wurde u. a. von Hannes Ostendorf angeführt, machte Jagd auf Passanten und verfolgten die Rechtsextremismusexpertin Andrea Röpke sowie einen weiteren Journalisten.
Beim letzten Heimspiel des SV Werder Bremen der Saison 2014 gegen Borussia Mönchengladbach (0:2) kam es zu Übergriffen auf ein Fanprojekt. Auf den Facebook-Profilen einschlägig rechtsextremer Organisationen tauchen immer wieder Steckbriefe auf, die die Mitarbeiter der sozialpädagogischen Einrichtung als Unterstützer von Antifa-Ultras-Gewalttätern auflisten. Dort wurde zur Selbstjustiz aufgefordert. Verbreitet wurde der Aufruf über Kanäle wie das Facebook-Profil der German Defence League. Hannes Ostendorf teilte den Aufruf ebenfalls.
Bei einem von Pro-NRW Aktivist Dominik Röseler im Mai 2015 organisierten Aufmarsch in Ludwigshafen am Rhein wurde Hannes Ostendorf von der Polizei kontrolliert und erhielt ein Betretungsverbot für die Demonstration. Die Organisations-Gruppe Gemeinsam-Stark Deutschland aus dem Umfeld der HoGeSa erhielt auch keine Genehmigung für einen Auftritt von Kategorie C.
In den Jahren 2016 und 2017 trat Hannes Ostendorf bei Veranstaltungen zum Jahrestag der LEGIDA-Gründung in Leipzig auf.
2021 veröffentlichte Xavier Naidoo das Lied Heimat unter dem Projektnamen Die Konferenz. Darin ist auch Ostendorf zu hören. Insgesamt beteiligten sich um die fünfzehn Personen daran, die aus dem Querdenker-, Impfgegner- und Reichsbürger-Umfeld stammen. Darunter sind der Verschwörungstheoretiker Oliver Janich und der ehemalige AfD-Politiker Heinrich Fiechtner. Die Journalistin Simone Meier bezeichnete auf Watson.ch den Song als eine Art „süsslich-pathetische Mobilmachung konservativer Kräfte“. Der Blick nach Rechts sieht in der Kooperation, die Bemühung der Querdenker, eine Brücke zu Ostendorfs "politischen und aktionistischen Umfeld zu bauen."
Am 27. August 2021 veröffentlichte er zusammen mit Xavier Naidoo das Lied "Deutschland krempelt die Ärmel hoch".

## Geschäftliche Aktivitäten
Seit 2006 betrieb Ostendorf in der Lilienthaler Hauptstraße im kleinen Ort Lilienthal vor Bremen eine Baguetterie namens Baguette de France. Ostendorf wollte zum 1. Dezember 2011 sein Gewerbe erweitern; er wollte nicht mehr nur Salate, Baguettes und Crêpes, sondern auch Kleidung und CDs verkaufen.
Sein Bruder Marten Ostendorf verkaufte in seinem Bremer Laden Sportsfreund neben Sportlernahrung auch neonazistische Modemarken wie Thor Steinar. Bis zu seiner Schließung im Juli 2011 war der Laden laut Verfassungsschutz ein „Treffpunkt der subkulturell geprägten Rechtsextremisten“.
Dass die Erweiterung von Hannes Ostendorfs Laden um Textilien einer Verlagerung des Geschäfts Sportsfreund ist, fürchteten viele Lilienthaler. Der Vorstand des örtlichen Schwimmverbandes DLRG initiierte einen offenen Brief an Lilienthals grünen Bürgermeister Willy Hollatz und bat ihn, alles in seiner Macht stehende zu tun, um „die Gründung eines Rechtsradikalentreffs mitten in Lilienthal zu verhindern“. Im gleichen Gebäude wie Ostendorfs Laden hatte auch die DLRG ihre Jugendräume.
Hannes Ostendorf wiederum bestritt in Lilienthals lokaler Zeitung die Erweiterungspläne. Er fühle sich durch diese „frei erfundenen Geschichte“ als „Privat- und Geschäftsmann beschädigt“.
2018 wollte Ostendorf mit seiner Frau auf dem international geprägten Campus der Universität Bremen einen Imbisswagen neben einem privaten Studentenwohnheim betreiben. Nachdem die Antifa auf diesen Umstand aufmerksam gemacht hatte, verschwand auf Betreiben des Grundstückseigentümers der Imbisswagen wieder.

## Einordnung
Hannes Ostendorf ist politisch eng mit seinem Bruder Henrik Ostendorf verbunden. Dieser ist in der NPD Verden und der Neonazi-Szene in Bremen aktiv und gilt laut Verfassungsschutz als „Drahtzieher im internationalen Netzwerk zwischen NPD, NS-Skin-Milieu und der Hooliganszene“. Hannes Ostendorf war 1991 an einem Brandanschlag auf ein Bremer Flüchtlingsheim beteiligt und wurde dafür nach Jugendstrafrecht zu einer Bewährungsstrafe von zweieinhalb Jahren verurteilt.

## Diskografie

### Soloalben
- 2018: Auf nach Walhalla (Eigenproduktion)
- 2020: 100 Jahre altes Holz
- 2022: Kommt Mit Mir

### Kolaboalben
- 2019: Hannes und Achim: Kleines Herz (KC die Firma)
- 2021: Hannes & Martin: KC Live an der Theke (KC die Firma)
- 2021: Hannes und Xavier: Deutschland krempelt die Ärmel hoch (EP, KC die Firma)

### Mit Adrenalin
- 2008: Bootboys Bremen (Rock-O-Rama)

### Mit Nahkampf
- 1999: Alarm (NS-Records, indiziert[18])